# Nando Murolo
Ferdinando Murolo, conosciuto come Nando Murolo (Napoli, 2 gennaio 1938), è un attore italiano.

## Biografia
Amico di Renzo Arbore ha fatto parte dei coristi di Tre amici e il cognato quando Arbore ha cantato Il clarinetto al festival di Sanremo del 1986. Ha interpretato il ruolo del Notaio nella trasmissione Indietro tutta nella stagione televisiva 1987/88 nonché quello dell'usciere nel programma Il caso Sanremo del 1990. Diverse sono le sue partecipazioni in film di ambientazione napoletana.
Nipote del musicista e cantante Roberto. Lavora a lungo in teatro, anche con Eduardo e Pupella Maggio. Nel cinema è utilizzato sempre in ruoli da caratterista. Nel 1988 raggiunge un'inaspettata notorietà con la trasmissione televisiva di Renzo Arbore "Indietro tutta!" nel ruolo del notaio pignolo. Sposò Eleonora Comencini.

## Filmografia
- Le quattro giornate di Napoli, regia di Nanni Loy (1962)
- Splendori e miserie di Madame Royale, regia di Vittorio Caprioli (1970)
- La polizia ringrazia, regia di Steno (1972)
- Il sindacalista, regia di Luciano Salce (1972)
- Più forte, ragazzi!, regia di Giuseppe Colizzi (1972)
- Le avventure di Pinocchio, regia di Luigi Comencini (1972) - Tv
- La polizia chiede aiuto, regia di Massimo Dallamano (1974)
- L'ambizioso, regia di Pasquale Squitieri (1975)
- Dimmi che fai tutto per me, regia di Pasquale Festa Campanile (1976)
- Napoli si ribella, regia di Michele Massimo Tarantini (1977)
- California, regia di Michele Lupo (1977)
- L'ingorgo, regia di Luigi Comencini (1978)
- Il pap'occhio, regia di Renzo Arbore (1980)
- Luca il contrabbandiere, regia di Lucio Fulci (1980)
- Tre fratelli, regia di Francesco Rosi (1981)
- Bomber, regia di Michele Lupo (1982)
- No grazie, il caffè mi rende nervoso, regia di Lodovico Gasparini (1982)
- Stangata napoletana, regia di Vittorio Caprioli (1982)
- Bonnie e Clyde all'italiana, regia di Steno (1983)
- "FF.SS." - Cioè: "...che mi hai portato a fare sopra a Posillipo se non mi vuoi più bene?", regia di Renzo Arbore (1983)
- Cuore, regia di Luigi Comencini (1984) - Tv
- Sicilian Connection, regia di Tonino Valerii (1987)
- Diceria dell'untore, regia di Beppe Cino (1990)
- Un caso di coscienza, regia di Luigi Perelli (2003) - Tv
- Fuoco su di me, regia di Lamberto Lambertini (2006)
- Hotel Meina, regia di Carlo Lizzani (2007)